# 清史稿
『清史稿』（しんしこう）は、中国の辛亥革命による中華民国成立後に、趙爾巽が中心となって約100人余りの学者が編纂した二十四史を継ぐ清朝1代の未定稿の紀伝体歴史書。「二十五史」・「二十六史」と称する場合には同書が数えられる。
本項では、『清史稿』を元に中華民国の国民政府によって編纂された『清史』（しんし）、および中華人民共和国が全く新しく編纂を進めている『清史』についても併せて解説する。

## 清史稿

### 編纂過程
中華民国（北洋軍閥）国務院は、先例にのっとり清史館を設立し、二十四史に続く清代の歴史書を残すよう、大総統の袁世凱に意見書を出した。辛亥革命後に成立した中華民国は共和制の国家であり、長く続いた新王朝が前王朝の正史を編纂する形式を取ってきたことを考えれば、最後の王朝となった清の正史は編纂すべきかどうかが問題とされた。だが1914年3月9日、袁世凱は自らの皇帝即位への思惑を含めて清史館設立の布告を出した。清朝の遺臣である趙爾巽を館長に任命し、柯劭忞らが編纂主任となり、9月1日に正式に開館し、「清史」の編纂を開始した。約100人余りが編纂に参加した。編集方針は議論があったが、清史を「旧来の史書の最後」と位置付け、皇帝なき時代の歴史書は、「（その時になって）自ずから別に議論される」はずだから、清史は明史の形式を踏襲すべきという主張が大勢を占めた。
だが財政難と袁世凱死後の政治の混乱から編纂作業は遅れ、1920年に初稿が完成したものの、編集が一時中断された後に1926年から修正開始、翌1927年にほぼ脱稿した。趙爾巽は奉天の張作霖らの協力を得て翌28年に出版するが、発行直前に趙爾巽が病死すると、その後の方針を巡って清史館が内紛状態に陥り、更に追い討ちをかけるように蔣介石率いる国民政府の北伐軍が清史館のある北京を占領した。国民政府は「清史稿」が中国国民党を「賊」として扱っていること、辛亥革命後に及んだ記事についても宣統の元号を用いていること（例えば清史館が設置された西暦1914年は中華民国では民国3年であるべきところを宣統6年と記されていた）、革命後も清朝復興と宣統帝の復位を画策していた張勲や康有為の列伝が立てられていたことに対して強く反発した。このため、国民政府では清史稿の出版禁止命令が出された。
だが、先の内紛の際に外部に持ち出された版があって、これらを元にして金梁が満洲において校訂したものが、国民政府の実効支配が及ばない満洲国（清朝最後の皇帝であった宣統帝こと溥儀が皇帝として即位していた）や日本軍の占領地域で刊行され続けた。一般的には最初に出版されて国民政府に没収された版を「関内本」、満洲で校訂されたものを「関外本」と呼ばれている。
なお、現在の中華人民共和国においては、封建主義的な執筆姿勢に対しては批判的であるものの、清朝1代を対象とした纏った正史形式の歴史書として『清史稿』に代わりとなるものが存在しないために、清史稿を他の正史同様に出版することが認められており、現在は中華書局から発行されている（中華民国政府が同政権を正統視する『清史』を刊行したことに対抗して従来の『清史稿』に正史に準じた地位を与えることを黙認している側面もあると考えられる）。
また、国共内戦を経て台湾に移転した中華民国では、國史館が校注を行った『清史稿校注』が公刊されている。台湾ではこれを足がかりに、さらなる改訂を行った『新清史』を刊行する計画だったが、こちらは実現せずに終わった（#再改訂の試みと挫折参照）。

### 清史館職員
- 館長：趙爾巽
- 副館長兼総纂：柯劭忞
- 総閲：于式枚
- 総纂：郭曾炘、李家駒、呉廷燮、馬其昶、夏孫桐、秦樹声、金兆蕃
- 総理史稿発刊事宜総閲：袁金鎧
- 辦理史稿校刻事宜総閲：金梁

### 内容
全書536巻。本紀25巻、志142巻、表53巻、列伝316巻からなる。清太祖ヌルハチが建国即位した1616年から辛亥革命で清朝の幕が下りる1911年までの合計296年に及ぶ歴史が記されている（ただし、関外本は一部の巻の削除・追加が行われて529巻に再編されている）。特徴的な面として「邦交志」（日本や欧米など冊封体制外の国々との関係を記す）や「交通志」（鉄道・郵便などの交通・通信について記す）が設けられている。編纂時の社会的混乱から落ち着いた編纂が出来ずに杜撰な部分がある一方で、革命後も紫禁城などに残された行政資料などの貴重な内部資料からの引用も含まれており、評価が分かれている。

#### 本紀
- 巻1 本紀一 - 太祖本紀
- 巻2 本紀二 - 太宗本紀一
- 巻3 本紀三 - 太宗本紀二
- 巻4 本紀四 - 世祖本紀一
- 巻5 本紀五 - 世祖本紀二
- 巻6 本紀六 - 聖祖本紀一
- 巻7 本紀七 - 聖祖本紀二
- 巻8 本紀八 - 聖祖本紀三
- 巻9 本紀九 - 世宗本紀
- 巻10 本紀十 - 高宗本紀一
- 巻11 本紀十一 - 高宗本紀二
- 巻12 本紀十二 - 高宗本紀三
- 巻13 本紀十三 - 高宗本紀四
- 巻14 本紀十四 - 高宗本紀五
- 巻15 本紀十五 - 高宗本紀六
- 巻16 本紀十六 - 仁宗本紀
- 巻17 本紀十七 - 宣宗本紀一
- 巻18 本紀十八 - 宣宗本紀二
- 巻19 本紀十九 - 宣宗本紀三
- 巻20 本紀二十 - 文宗本紀
- 巻21 本紀二十一 - 穆宗本紀一
- 巻22 本紀二十二 - 穆宗本紀二
- 巻23 本紀二十三 - 徳宗本紀一
- 巻24 本紀二十四 - 徳宗本紀二
- 巻25 本紀二十五 - 宣統皇帝本紀

#### 志
- 巻26 志一 - 天文一
- 巻27 志二 - 天文二
- 巻28 志三 - 天文三
- 巻29 志四 - 天文四
- 巻30 志五 - 天文五
- 巻31 志六 - 天文六
- 巻32 志七 - 天文七
- 巻33 志八 - 天文八
- 巻34 志九 - 天文九
- 巻35 志十 - 天文十
- 巻36 志十一 - 天文十一
- 巻37 志十二 - 天文十二
- 巻38 志十三 - 天文十三
- 巻39 志十四 - 天文十四
- 巻40 志十五 - 異災一
- 巻41 志十六 - 異災二
- 巻42 志十七 - 異災三
- 巻43 志十八 - 異災四
- 巻44 志十九 - 異災五
- 巻45 志二十 - 時憲一
- 巻46 志二十一 - 時憲二
- 巻47 志二十二 - 時憲三
- 巻48 志二十三 - 時憲四
- 巻49 志二十四 - 時憲五
- 巻50 志二十五 - 時憲六
- 巻51 志二十六 - 時憲七
- 巻52 志二十七 - 時憲八
- 巻53 志二十八 - 時憲九
- 巻54 志二十九 - 地理一
- 巻55 志三十 - 地理二
- 巻56 志三十一 - 地理三
- 巻57 志三十二 - 地理四
- 巻58 志三十三 - 地理五
- 巻59 志三十四 - 地理六
- 巻60 志三十五 - 地理七
- 巻61 志三十六 - 地理八
- 巻62 志三十七 - 地理九
- 巻63 志三十八 - 地理十
- 巻64 志三十九 - 地理十一
- 巻65 志四十 - 地理十二
- 巻66 志四十一 - 地理十三
- 巻67 志四十二 - 地理十四
- 巻68 志四十三 - 地理十五
- 巻69 志四十四 - 地理十六
- 巻70 志四十五 - 地理十七
- 巻71 志四十六 - 地理十八
- 巻72 志四十七 - 地理十九
- 巻73 志四十八 - 地理二十
- 巻74 志四十九 - 地理二十一
- 巻75 志五十 - 地理二十二
- 巻76 志五十一 - 地理二十三
- 巻77 志五十二 - 地理二十四
- 巻78 志五十三 - 地理二十五
- 巻79 志五十四 - 地理二十六
- 巻80 志五十五 - 地理二十七
- 巻81 志五十六 - 地理二十八
- 巻82 志五十七 - 礼一（吉礼一）
- 巻83 志五十八 - 礼二（吉礼二）
- 巻84 志五十九 - 礼三（吉礼三）
- 巻85 志六十 - 礼四（吉礼四）
- 巻86 志六十一 - 礼五（吉礼五）
- 巻87 志六十二 - 礼六（吉礼六）
- 巻88 志六十三 - 礼七（嘉礼一）
- 巻89 志六十四 - 礼八（嘉礼二）
- 巻90 志六十五 - 礼九（軍礼）
- 巻91 志六十六 - 礼十（賓礼）
- 巻92 志六十七 - 礼十一（凶礼一）
- 巻93 志六十八 - 礼十二（凶礼二）
- 巻94 志六十九 - 楽一
- 巻95 志七十 - 楽二
- 巻96 志七十一 - 楽三
- 巻97 志七十二 - 楽四
- 巻98 志七十三 - 楽五
- 巻99 志七十四 - 楽六
- 巻100 志七十五 - 楽七
- 巻101 志七十六 - 楽八
- 巻102 志七十七 - 輿服一
- 巻103 志七十八 - 輿服二
- 巻104 志七十九 - 輿服三
- 巻105 志八十 - 輿服四
- 巻106 志八十一 - 選挙一
- 巻107 志八十二 - 選挙二
- 巻108 志八十三 - 選挙三
- 巻109 志八十四 - 選挙四
- 巻110 志八十五 - 選挙五
- 巻111 志八十六 - 選挙六
- 巻112 志八十七 - 選挙七
- 巻113 志八十八 - 選挙八
- 巻114 志八十九 - 職官一
- 巻115 志九十 - 職官二
- 巻116 志九十一 - 職官三
- 巻117 志九十二 - 職官四
- 巻118 志九十三 - 職官五
- 巻119 志九十四 - 職官六
- 巻120 志九十五 - 食貨一
- 巻121 志九十六 - 食貨二
- 巻122 志九十七 - 食貨三
- 巻123 志九十八 - 食貨四
- 巻124 志九十九 - 食貨五
- 巻125 志一百 - 食貨六
- 巻126 志一百一 - 河渠一
- 巻127 志一百二 - 河渠二
- 巻128 志一百三 - 河渠三
- 巻129 志一百四 - 河渠四
- 巻130 志一百五 - 兵一
- 巻131 志一百六 - 兵二
- 巻132 志一百七 - 兵三
- 巻133 志一百八 - 兵四
- 巻134 志一百九 - 兵五
- 巻135 志一百十 - 兵六
- 巻136 志一百十一 - 兵七
- 巻137 志一百十二 - 兵八
- 巻138 志一百十三 - 兵九
- 巻139 志一百十四 - 兵十
- 巻140 志一百十五 - 兵十一
- 巻141 志一百十六 - 兵十二
- 巻142 志一百十七 - 刑法一
- 巻143 志一百十八 - 刑法二
- 巻144 志一百十九 - 刑法三
- 巻145 志一百二十 - 芸文一
- 巻146 志一百二十一 - 芸文二
- 巻147 志一百二十二 - 芸文三
- 巻148 志一百二十三 - 芸文四
- 巻149 志一百二十四 - 交通一
- 巻150 志一百二十五 - 交通二
- 巻151 志一百二十六 - 交通三
- 巻152 志一百二十七 - 交通四
- 巻153 志一百二十八 - 邦交一
- 巻154 志一百二十九 - 邦交二
- 巻155 志一百三十 - 邦交三
- 巻156 志一百三十一 - 邦交四
- 巻157 志一百三十二 - 邦交五
- 巻158 志一百三十三 - 邦交六
- 巻159 志一百三十四 - 邦交七
- 巻160 志一百三十五 - 邦交八

#### 表
- 巻161 表一 - 皇子世表一
- 巻162 表二 - 皇子世表二
- 巻163 表三 - 皇子世表三
- 巻164 表四 - 皇子世表四
- 巻165 表五 - 皇子世表五
- 巻166 表六 - 公主表
- 巻167 表七 - 外戚表
- 巻168 表八 - 諸臣封爵世表一
- 巻169 表九 - 諸臣封爵世表二
- 巻170 表十 - 諸臣封爵世表三
- 巻171 表十一 - 諸臣封爵世表四
- 巻172 表十二 - 諸臣封爵世表五上
- 巻173 表十三 - 諸臣封爵世表五下
- 巻174 表十四 - 大学士年表一
- 巻175 表十五 - 大学士年表二
- 巻176 表十六 - 軍機大臣年表一
- 巻177 表十七 - 軍機大臣年表二
- 巻178 表十八 - 部院大臣年表一上
- 巻179 表十九 - 部院大臣年表一下
- 巻180 表二十 - 部院大臣年表二上
- 巻181 表二十一 - 部院大臣年表二下
- 巻182 表二十二 - 部院大臣年表三上
- 巻183 表二十三 - 部院大臣年表三下
- 巻184 表二十四 - 部院大臣年表四上
- 巻185 表二十五 - 部院大臣年表四下
- 巻186 表二十六 - 部院大臣年表五上
- 巻187 表二十七 - 部院大臣年表五下
- 巻188 表二十八 - 部院大臣年表六上
- 巻189 表二十九 - 部院大臣年表六下
- 巻190 表三十 - 部院大臣年表七上
- 巻191 表三十一 - 部院大臣年表七下
- 巻192 表三十二 - 部院大臣年表八上
- 巻193 表三十三 - 部院大臣年表八下
- 巻194 表三十四 - 部院大臣年表九上
- 巻195 表三十五 - 部院大臣年表九下
- 巻196 表三十六 - 部院大臣年表十
- 巻197 表三十七 - 疆臣年表一
- 巻198 表三十八 - 疆臣年表二
- 巻199 表三十九 - 疆臣年表三
- 巻200 表四十 - 疆臣年表四
- 巻201 表四十一 - 疆臣年表五
- 巻202 表四十二 - 疆臣年表六
- 巻203 表四十三 - 疆臣年表七
- 巻204 表四十四 - 疆臣年表八
- 巻205 表四十五 - 疆臣年表九
- 巻206 表四十六 - 疆臣年表十
- 巻207 表四十七 - 疆臣年表十一
- 巻208 表四十八 - 疆臣年表十二
- 巻209 表四十九 - 藩部世表一
- 巻210 表五十 - 藩部世表二
- 巻211 表五十一 - 藩部世表三
- 巻212 表五十二 - 交聘年表一
- 巻213 表五十三 - 交聘年表二

#### 列伝
「列伝」は巻数ならびに項目 (人物) 数が非常に多いため、便宜上、ここでは中華書局版に倣って数巻を一纏まりにした。中華書局版では第30冊から第48冊 (全48冊) の合計19冊分に相当する。
| 巻数 | 序数 | 大分類 | 中分類 | 人物名 |
| 214  | 1    | 后妃   | 顕祖   | 宣皇后・継妃・庶妃 |
| 214  | 1    | 后妃   | 太祖   | 孝慈高皇后・元妃・継妃・大妃・寿康太妃・太祖諸妃 |
| 214  | 1    | 后妃   | 太宗   | 孝端文皇后・孝荘文皇后・敏恵恭和元妃・懿靖大貴妃・康恵淑妃・太宗諸妃 |
| 214  | 1    | 后妃   | 世祖   | 廃后・孝恵章皇后・孝康章皇后・孝献皇后・貞妃・淑恵妃・世祖諸妃 |
| 214  | 1    | 后妃   | 聖祖   | 孝誠仁皇后・孝昭仁皇后・孝懿仁皇后・孝恭仁皇后・敬敏皇貴妃・定妃・通嬪・惇怡皇貴妃・愨恵皇貴妃・聖祖諸妃 |
| 214  | 1    | 后妃   | 世宗   | 孝敬憲皇后・孝聖憲皇后・敦粛皇貴妃・純愨皇貴妃・世宗諸妃 |
| 214  | 1    | 后妃   | 高宗   | 孝賢純皇后・皇后納喇氏・孝儀純皇后・慧賢皇貴妃・純恵皇貴妃・慶恭皇貴妃・哲憫皇貴妃・淑嘉皇貴妃・婉貴太妃・穎貴太妃・高宗諸妃 |
| 214  | 1    | 后妃   | 仁宗   | 孝淑睿皇后・孝和睿皇后・恭順皇貴妃・和裕皇貴妃・仁宗諸妃 |
| 214  | 1    | 后妃   | 宣宗   | 孝穆成皇后・孝慎成皇后・孝全成皇后・孝静成皇后・荘順皇貴妃・彤貴妃・宣宗諸妃 |
| 214  | 1    | 后妃   | 文宗   | 孝徳顕皇后・孝貞顕皇后・孝欽顕皇后・荘静皇貴妃・玫貴妃・端恪皇貴妃・文宗諸妃 |
| 214  | 1    | 后妃   | 穆宗   | 孝哲毅皇后・淑慎皇貴妃・荘和皇貴妃・敬懿皇貴妃・栄恵皇貴妃 |
| 214  | 1    | 后妃   | 徳宗   | 孝定景皇后・端康皇貴妃・恪順皇貴妃 |
| 214  | 1    | 后妃   | 宣統   | 皇后・淑妃 |
| 215  | 2    | 諸王一 | 景祖   | 礼敦（色勒）・額爾袞・斎堪・塔察篇古 |
| 215  | 2    | 諸王一 | 顕祖   | 穆爾哈斉（務達海）・舒爾哈斉（阿敏・固爾瑪琿・瓦三・済爾哈朗・済度・喇布・雅布・雅爾江阿・徳沛・奇通阿・烏爾恭阿・端華・承志・勒度）・巴爾堪・巴賽・費揚武・尚善・傅喇塔（富善）・札喀納・屯済・温済・洛託・富達礼）・雅爾哈斉・巴雅喇（拝音図）        |
| 216  | 3    | 諸王二 | 太祖一 | 褚英（杜度・杜爾祜・穆爾祜・特爾祜・薩弼・尼堪・尼思哈）・代善（満達海・阿岱・傑書・椿泰・崇安・永恩・昭槤・世鐸・岳託・羅洛渾・羅科鐸・福彭・慶寧・慶恵・喀爾楚渾・巴思哈・碩託・薩哈璘・阿達礼・勒克徳渾・勒爾錦・諾羅布・錫保・熙良・瓦克達・瑪占）  |
| 217  | 4    | 諸王三 | 太祖二 | 阿拝・湯古代（穆爾察・聶克塞）・莽古爾泰・塔拝・阿巴泰（岳楽ヨロ・博和託・彰泰・博洛・斉克新・蘇布図）・巴布泰・徳格類・巴布海・阿済格（傅勒赫）・頼慕布                                                                                                |
| 218  | 5    | 諸王四 | 太祖三 | 多爾袞（多爾博）・多鐸（多尼・鄂札・董額・察尼）・費揚果 |
| 219  | 6    | 諸王五 | 太宗   | 豪格（富綬・猛峨・延信）・葉布舒・碩塞（博果鐸・允禄・永瑺・綿課・綿護・博爾果洛）・高塞・常舒・韜塞・博穆博果爾 |
| 219  | 6    | 諸王五 | 世祖   | 福全（保泰）・栄親王・常寧・隆禧 |
| 220  | 7    | 諸王六 | 聖祖   | 貝子品級允禔 理密親王允礽 誠隠郡王允祉 恒温親王允祺 淳度親王允祐 允禩 允禟 輔国公允䄉 履懿親王允祹 怡賢親王允祥 恂勤郡王允禵 愉恪郡王允禑 果毅親王允礼 果恭郡王弘曕 簡靖貝勒允禕 慎靖郡王允禧 質荘親王永瑢 恭勤貝勒允祜 郡王品級誠貝勒允祁 誠恪親王允祕 |
| 220  | 7    | 諸王六 | 世宗   | 端親王弘暉 和恭新王弘昼 懐親王福恵 |
| 221  | 8    | 諸王七 | 高宗   | 永璜・永璉・永璋・永琪・永琮・永璇・永瑆・永璂・永璘 |
| 221  | 8    | 諸王七 | 仁宗   | 穆郡王・綿愷（奕誴）・綿忻・綿愉 |
| 221  | 8    | 諸王七 | 宣宗   | 奕緯・奕綱・奕継・奕訢・奕譞・奕詥・奕譓 |
| 221  | 8    | 諸王七 | 文宗   | 憫郡王 |
| 222  | 9    | -      | -      | 阿哈出 子釈加奴 猛哥不花 釈加奴子李満住 李満住孫完者禿 猛哥不花子撒満哈失里 猛哥帖木児 猛哥帖木児弟凡察 子董山 董山子脱羅 脱羅子脱原保 凡察子不花禿 王杲 王兀堂                                                                                         |
| 223  | 10   | -      | -      | 萬 子扈爾干 孟格布禄 扈爾干子岱善 孟格布禄子呉爾古代 楊吉砮 兄清佳砮 楊吉砮子納林布禄 金台石 清佳砮子布寨 布寨子布揚古 布占泰 拝音達里 |
| 224  | 11   | -      | -      | 張煌言（張名振・王翊等）・鄭成功（鄭錦・鄭克塽）・李定国 |

| 巻数 | 序数 | 大分類 | 中分類 | 人物名 |
| 225  | 12   | -      | -      | 額亦都 費英東 子索海 孫倭黒 何和礼 子多積礼 和碩図 都類 安費揚古 扈爾漢 |
| 226  | 13   | -      | -      | 揚古利・労薩（程尼・羅璧）・図魯什（巴什泰）・覚羅拝山（顧納岱・莫洛渾）・西喇布（馬喇希・阿蘭珠・布爾堪・納爾察・瑚沙）・達音布（阿済格尼堪・朗格・和託・雍舜・瑪爾当図・烏庫理・喀喇・舒里渾・洛多歓・崆古図・特爾勒）・巴篤理（蒙阿図・穆克譚・愛音塔穆・公図・達珠瑚・翁阿岱）                                                                                       |
| 227  | 14   | -      | -      | 常書（揚書・察哈喇・葉璽・辰布禄・富喇克塔・達爾漢・鄂羅塞臣）・康果礼（喀克都哩・哈哈納・費揚古・綽和諾・富喀禅・葉克書・道喇）・博爾晋（特錦・馬沁・康喀喇）・雅希禅（恭袞・訥爾特・喇篤渾・舒賽・西蘭・席特庫・景固勒岱・崇阿）・揚善（伊遜・訥都祜・武頼）・冷格里（穆成格・納穆泰・譚布）・薩穆什喀（雅頼）・洪尼雅喀（武拉禅・薩蘇喀）・阿山                       |
| 228  | 15   | -      | -      | 額爾徳尼 噶蓋 噶蓋子武善 布善 布善子夸札 達海 雅泰 辰徳 喇捫 常額 尼堪 庫爾纏 弟庫拝 英俄爾岱 満達爾漢 弟馬福塔 明安達礼 都克 |
| 229  | 16   | -      | -      | 明安（昂洪・多爾済・綽爾済・朗素・恩格類・布当・布顔代）・恩格徳爾（額爾克戴青・古爾布什）・鄂斉爾桑（布爾喀図・弼喇什・色爾格克）・阿済拝（恩格図・鄂本兌・和済格爾・拝音達里・阿頼）・布延（茂奇塔特・阿爾沙瑚・果爾沁・額琳奇岱青・徳参済旺・多爾済達爾罕・奇塔特徴爾貝）・洛哩（沙済・沙哩岱・奇塔特偉徴・額爾格勒珠爾・喀蘭図・札克托会・袞楚克図英・琿津・沙爾布） |
| 230  | 17   | -      | -      | 武理堪（呉拝・蘇拝・和託）・武納格（徳穆図・斉墨克図）・阿什達爾漢（蘇納・固三泰・明阿図・賽弼翰・瑚什布・穆徹納）・鄂莫克図（喀山・納海・安達立・阿積頼・綽拜・布丹・達哩）・吉思哈（吉普喀達・呉巴海）・康喀勒（和託・瑪拉・通嘉・薩璧翰・漢楚哈・哈爾沁） |
| 231  | 18   | -      | -      | 佟養性（佟国瑤）・李永芳・石廷柱・馬光遠（馬光輝）・李思忠（李廕祖・李鈵）・金玉和（金維城）・王一屏（王国光・王永誉）・孫得功・張士彦（張朝璘）・金礪 |
| 232  | 19   | -      | -      | 希福（帥顔保・嵩寿）・范文程（范承勲・范承斌・范時繹・范時捷・范時綬・范時紀・范宜恒・范建中）・寧完我・鮑承先 |
| 233  | 20   | -      | -      | 図爾格（武爾格・徹爾格・陳泰）・伊爾登（超哈爾・額赫里・英素）・巴奇蘭（岱松阿・阿納海・巴漢）・斉爾格申（巴都里・海都・托克雅）・葉臣（車爾布・蘇魯邁・蘇爾済・鄂洛順・翁鄂洛）・珠瑪喇（瓦爾喀珠瑪喇・伊瑪喇） |
| 234  | 21   | -      | -      | 孔有徳・耿仲明・尚可喜・沈志祥・祖大寿 |
| 235  | 22   | -      | -      | 図頼・準塔・伊爾徳（巴琿岱）・努山・阿済格尼堪・佟図頼 |
| 236  | 23   | -      | -      | 陳泰・阿爾津・李国翰（海爾図・桑額）・卓布泰（巴哈・蘇勒達）・卓羅（永慶）・愛星阿（富善）・遜塔（馬錫泰・都爾徳） |
| 237  | 24   | -      | -      | 洪承疇・夏成徳・孟喬芳・張文衡・張存仁 |

| 巻数 | 序数 | 大分類 | 中分類 | 人物名 |
| 238  | 25   | -      | -      | 蔣赫徳・額色赫・車克・覚羅巴哈納・宋権・傅以漸・呂宮・成克鞏・金之俊・王永吉・党崇雅                                                                                 |
| 239  | 26   | -      | -      | 沈文奎 李棲鳳 馬国柱 丁文盛 祝世昌 |
| 240  | 27   | -      | -      | 李国英 劉武元 庫礼 胡全才 申朝紀 于時躍 蘇弘祖 呉景道 劉清泰 陳錦 |
| 241  | 28   | -      | -      | 科爾昆 覚善 甘都 譚拝 法譚 席特庫 藍拝 鄂碩 羅碩 鄂爾多 伊拝 弟庫爾闡 阿哈尼堪 星訥 褚庫                                                                             |
| 242  | 29   | -      | -      | 覚羅果科（覚羅阿克善）・敦拝（哈寧阿・碩詹・達色）済席哈（費雅思哈）・噶達渾（費揚武・愛松古・訥青・興鼐・哈爾奇）・達素・喀爾塔喇（赫特赫）                         |
| 243  | 30   | -      | -      | 沙爾虎達（巴海・安珠瑚）・劉之源・巴山（舒恕）・喀喀木・梁化鳳・劉芳名・胡有陞・楊名高・劉光弼・劉仲錦                                                               |
| 244  | 31   | -      | -      | 趙開心・楊義・林起龍・朱克簡・王命岳・李森先・李裀・季開生・張煊 |
| 245  | 32   | -      | -      | 剛林・祁充格・馮銓・孫之獬・李若琳・陳名夏・陳之遴・劉正宗・張縉彦                                                                                                   |
| 246  | 33   | -      | -      | 譚泰・何洛会・錫図庫・博爾輝・冷僧機 |
| 247  | 34   | -      | -      | 彭而述・陸振芬・姚延著・畢振姫・方国棟・于朋挙・王天鑑・趙廷標 |
| 248  | 35   | -      | -      | 許定国・劉良佐・左夢庚・郝效忠・徐勇・盧光祖・田雄・馬得功・張天禄・張天福・趙之龍・孫可望・白文選                                                                   |
| 249  | 36   | -      | -      | 索尼・蘇克薩哈（蘇納海・朱昌祚・王登聯・白爾赫図）・遏必隆（尹徳）・鰲拝（穆里瑪・班布爾善）                                                                         |
| 250  | 37   | -      | -      | 李霨・孫廷銓・杜立徳・馮溥・王熙（王燕）・呉正治・黄機・宋徳宜（宋駿業）・伊桑阿（伊都立）・阿蘭泰（富寧安）・徐元文（徐秉義）                                       |
| 251  | 38   | -      | -      | 図海・李之芳 |
| 252  | 39   | -      | -      | 甘文焜（甘国璧）・范承謨（范時崇）・馬雄鎮・傅弘烈 |
| 253  | 40   | -      | -      | 莫洛・陳福・王之鼎（費雅達）・李興元・陳啓泰（呉万福）・陳丹赤（馬堺）・葉英榴                                                                                       |
| 254  | 41   | -      | -      | 賚塔・穆占・莽依図（覚羅舒恕・勒貝）・仏尼埒（坤・鄂泰・呉丹）・畢力克図（噶爾漢）・阿密達（鄂克済哈・覚羅吉哈里）・拉哈達（察哈泰）・根特（華善）・席卜臣（希爾根） |
| 255  | 42   | -      | -      | 張勇・趙良棟・王進宝・王万祥・孫思克・馬進良 |
| 256  | 43   | -      | -      | 蔡毓栄・哈占（杭愛・鄂善・華善）・董衛国（佟国正）・周有徳・張徳地・伊闢（王継文）                                                                                   |

| 巻数 | 序数 | 大分類 | 中分類 | 人物名 |
| 257  | 44   | -      | -      | 趙国祚・許貞・周球・徐治都・胡世英・唐希順・李麟・趙応奎・趙頼・李芳述・陳世凱・許占魁                                                                               |
| 258  | 45   | -      | -      | 希福 珠満 瑪奇 額赫訥 洪世禄 彰庫 鄂克遜 莽奕禄 沙納哈 偏図 瑚里布 達理善 額楚 穆成額 額斯泰 布舒庫 塔勒岱 瓦岱 桑格 伊巴罕 沃申 武穆篤 瑚図 瑪哈達 傑殷 傑都 瓦爾喀 |
| 259  | 46   | -      | -      | 宜里布・哈克三・阿爾護・路什（布納海）・雅賚・拡爾坤・王承業（王忠孝）                                                                                               |
| 260  | 47   | -      | -      | 姚啓聖・呉興祚・施琅・朱天貴 |
| 261  | 48   | -      | -      | 楊捷（石調声）・万正色・呉英・藍理・黄梧（黄芳度・黄芳世・黄芳泰・黄応纘・黄仕簡）・穆赫林（段応挙）                                                                 |
| 262  | 49   | -      | -      | 魏裔介・熊賜履・李光地 |
| 263  | 50   | -      | -      | 王弘祚・姚文然・魏象枢・朱之弼・趙申喬 |
| 264  | 51   | -      | -      | 郝維訥・任克溥・劉鴻儒・劉楗・朱裴・張廷枢 |
| 265  | 52   | -      | -      | 湯斌・陸隴其・張伯行 |
| 266  | 53   | -      | -      | 葉方藹・沈荃・励杜訥・徐元珙・許三礼・王士禎・韓菼・湯右曾 |
| 267  | 54   | -      | -      | 張玉書・李天馥・呉琠・張英（張廷瓚・張廷璐・張廷瑑）・陳廷敬・温達（穆和倫）・蕭永藻・嵩祝・王頊齢                                                                   |
| 268  | 55   | -      | -      | 米思翰（李栄保）・顧八代・瑪爾漢・田六善・杜臻・薩穆哈 |
| 269  | 56   | -      | -      | 索額図・明珠（余国柱・仏倫） |
| 270  | 57   | -      | -      | 郝浴・楊素蘊・郭琇 |
| 271  | 58   | -      | -      | 徐乾学・翁叔元・王鴻緒・高士奇 |
| 272  | 59   | -      | -      | 湯若望・楊光先・南懐仁 |
| 273  | 60   | -      | -      | 李率泰・趙廷臣・袁懋功・徐旭齢・郎廷佐・郎廷相・郎永清・郎廷極・佟鳳彩・麻勒吉・阿席熙・瑪祜・施維翰                                                                 |
| 274  | 61   | -      | -      | 楊雍建・姚締虞・朱弘祚・朱綱・王騭・宋犖・陳詵 |
| 275  | 62   | -      | -      | 格爾古徳・金世徳・趙士麟・郭世隆・傅臘塔・馬如龍 |
| 276  | 63   | -      | -      | 石琳（石文晟）・徐潮（徐杞）・貝和諾（馬喇・陶岱）・博霽（覚羅華顕）・蔣陳錫（蔣漣・蔣泂）・劉蔭枢・音泰・鄂海・衛既斉                                               |
| 277  | 64   | -      | -      | 于成竜・彭鵬・陳璸・陳鵬年・施世綸 |
| 278  | 65   | -      | -      | 慕天顔・阿山・噶礼 |

| 巻数 | 序数 | 大分類 | 中分類 | 人物名 |
| 279  | 66   | -      | -      | 楊方興・朱之錫・靳輔・陳潢・于成竜（孫成豊・開音布）・張鵬翮                                                                                   |
| 280  | 67   | -      | -      | 郎坦・朋春・薩布素・瑪拉 |
| 281  | 68   | -      | -      | 費揚古（満丕・碩岱・素丹）・馬斯喀・佟国綱（邁図・格斯泰）・阿南達（阿喇納）・吉勒塔布・殷化行・潘育竜（潘紹周・潘之善）・額倫特（康泰・康海） |
| 282  | 69   | -      | -      | 姜希轍・余縉・徳格勒・陳紫芝（笪重光）・任弘嘉・高層雲・沈愷曾・龔翔麟・高遐昌                                                                 |
| 283  | 70   | -      | -      | 覚羅武黙訥 舒蘭 拉錫 拉錫子旺札爾 孫博霊阿 図理琛 何国宗                                                                                       |
| 284  | 71   | -      | -      | 覚羅満保（陳策）・施世驃・藍廷珍（藍鼎元）・林亮（何勉・陳倫炯）・欧陽凱（羅万倉・游崇功）                                                     |
| 285  | 72   | -      | -      | 王紫綬・袁州佐・黎士弘・多弘安・佟国聘・王繻・田呈瑞・張孟球                                                                                   |
| 286  | 73   | -      | -      | 王掞・王奕清・王奕鴻・労之弁・朱天保・陶彝・任坪・范長発・鄒図雲・陳嘉猷・王允晋・李允符・范允𨧨・高玢・高怡・趙成穮・孫紹曾・邵璿             |
| 287  | 74   | -      | -      | 佟国維・馬斉（富良・馬武・保祝）・阿霊阿（阿爾松阿）・揆叙・鄂倫岱                                                                             |
| 288  | 75   | -      | -      | 鄂爾泰（鄂爾奇・鄂弼・鄂寧）・張廷玉（張若靄・張若澄・張若渟・張若溎）                                                                         |
| 289  | 76   | -      | -      | 朱軾・徐元夢・蔣廷錫（蔣溥）・邁柱（白潢・趙国麟）・田従典（田懋・高其位・遜柱）・尹泰（陳元竜）                                               |
| 290  | 77   | -      | -      | 楊名時・黄叔琳（黄登賢）・方苞・王蘭生（留保）・胡煦・魏廷珍（任蘭枝）・蔡世遠（蔡長澐）・沈近思（沈玉璉）・雷鋐                               |
| 291  | 78   | -      | -      | 海望（三和）・莽鵠立・杭奕禄・傅鼐・陳儀・劉師恕（焦祈年・李徽）・王国棟（許容・蔡仕舢）                                                       |
| 292  | 79   | -      | -      | 高其倬・金鉷・楊宗仁・楊文乾・孔毓珣・裴𢕑度・裴宗錫・唐執玉・楊永斌                                                                           |
| 293  | 80   | -      | -      | 李紱・蔡珽・謝済世・陳学海 |
| 294  | 81   | -      | -      | 李衛・田文鏡・憲徳・諾岷・陳時夏・王士俊 |
| 295  | 82   | -      | -      | 隆科多 年羹堯 |
| 296  | 83   | -      | -      | 岳鍾琪（岳超龍・岳鍾璜・岳濬）・策棱（成袞札布・車布登札布）                                                                                   |
| 297  | 84   | -      | -      | 査郎阿・傅爾丹・馬爾賽（李杕）・慶復（李質粋）・張広泗                                                                                         |
| 298  | 85   | -      | -      | 噶爾弼（法喇）・査克丹（欽拝）・常賚・哈元生（哈尚徳）・董芳・査弼納（達福・定寿・素図）                                                       |
| 299  | 86   | -      | -      | 馬会伯・路振揚・韓良輔・楊天縦・王郡・宋愛 |
| 300  | 87   | -      | -      | 沈起元・何師倹・唐継祖・馬維翰・余甸・王葉滋・劉而位                                                                                           |

| 巻数 | 序数 | 大分類 | 中分類 | 人物名 |
| 301  | 88   | -      | -      | 訥親・傅恒（福霊安・福隆安・豊紳済倫・福長安）                                                                             |
| 302  | 89   | -      | -      | 徐本・汪由敦（汪承霈）・来保・劉綸（劉躍雲）・劉統勛（劉墉・劉鐶之）                                                       |
| 303  | 90   | -      | -      | 福敏・陳世倌・史貽直（史奕簪）・阿克敦・孫嘉淦・梁詩正（梁同書）                                                           |
| 304  | 91   | -      | -      | 張照・甘汝来・陳徳華・王安国・劉呉龍（楊汝穀・張泰開）・秦蕙田・彭啓豊・夢麟                                               |
| 305  | 92   | -      | -      | 銭陳群・沈徳潜・金徳瑛・斉召南・董邦達・謝墉・王昶                                                                         |
| 306  | 93   | -      | -      | 曹一士・李慎修・胡定・仲永檀・柴潮生・儲麟趾                                                                               |
| 307  | 94   | -      | -      | 尹継善・劉于義・陳大受・張允随・陳宏謀                                                                                     |
| 308  | 95   | -      | -      | 那蘇図・楊超曽・徐士林（邵基・王師）・尹会一（尹嘉銓）・王恕（王汝璧）・方顕（方桂・馮光裕・馮祁）・楊錫紱・潘思榘・胡宝瑔 |
| 309  | 96   | -      | -      | 崔紀・喀爾吉善（定長・鄂雲布）・雅爾図・晏斯盛・瑚宝・衛哲治・蘇昌・鶴年・呉達善・崔応階・王検・呉士功（呉玉綸）           |
| 310  | 97   | -      | -      | 斉蘇勒・嵆曽筠（嵆璜）・高斌（高恒・高晋）・完顔偉・顧琮・白鍾山                                                           |
| 311  | 98   | -      | -      | 哈攀龍・任挙・冶大雄・馬良柱・本進忠・劉順                                                                                 |
| 312  | 99   | -      | -      | 傅清・拉布敦・班第（巴禄）・鄂容安・納穆札爾（保寧）・三泰                                                                 |
| 313  | 100  | -      | -      | 兆恵（札蘭泰）・阿里袞（豊升額・布彦達賚）・舒赫徳（舒常）                                                                 |
| 314  | 101  | -      | -      | 策楞（特通額・特清額・特成額）・玉保・達爾党阿・哈達哈（哈寧阿）・永常・覚羅雅爾哈善・富徳・薩頼爾                         |
| 315  | 102  | -      | -      | 高天喜（鄂実・三格）・和起・唐喀禄・阿敏道・満福・豆斌・端済布（諾爾本）                                                   |
| 316  | 103  | -      | -      | 瑚爾起・愛隆阿（巴霊阿）・舒明（雅満泰）・福禄・斉里克斉・閻相師・伊柱・努三（烏勒登）                                     |
| 317  | 104  | -      | -      | 王無党・呉進義・譚行義・李勲・樊廷・武進升・馬負書・范毓皛                                                                 |
| 318  | 105  | -      | -      | 阿桂（阿迪斯・阿必達） |
| 319  | 106  | -      | -      | 于敏中・和珅・（和琳・蘇凌阿）                                                                                             |

| 巻数 | 序数 | 大分類 | 中分類 | 人物名 |
| 320  | 107  | -      | -      | 三宝・永貴・蔡新（程景伊）・梁国治・英廉・彭元瑞・紀昀（陸錫熊・陸費墀） |
| 321  | 108  | -      | -      | 裘曰修・呉紹詩（呉垣・呉壇）・閻循琦（王際華）・曹秀先・周煌（周興岱）・曹文埴（杜玉林・王士棻）・金簡（縕布） |
| 322  | 109  | -      | -      | 竇光鼐・李漱芳・曹錫宝・銭灃・尹壮図 |
| 323  | 110  | -      | -      | 黄廷桂（黄検）・鄂弥達・楊廷璋・荘有恭・李侍尭（李奉尭）・伍弥泰（官保） |
| 324  | 111  | -      | -      | 方観承・富明安・周元理（李湖）・李瀚・李世傑・袁守侗（鄭大進）・劉峨・陸燿・管幹貞（蔣兆奎）・胡季堂 |
| 325  | 112  | -      | -      | 李清時（姚立徳）・李宏（李奉翰・李亨特）・何煟（何裕城）・呉嗣爵・薩載（薩騰安）・蘭第錫・韓鑅 |
| 326  | 113  | -      | -      | 開泰・阿爾泰・桂林・温福 |
| 327  | 114  | -      | -      | 劉藻・楊応琚（楊重英・蘇爾相）・明瑞（恵倫） |
| 328  | 115  | -      | -      | 常青・藍元枚（梁朝桂・普吉保）・蔡攀龍・丁朝雄・鄂輝・舒亮 |
| 329  | 116  | -      | -      | 宋元俊（薛琮・張芝元）・董天弼・柴大紀 |
| 330  | 117  | -      | -      | 福康安・孫士毅・明亮 |
| 331  | 118  | -      | -      | 海蘭察（案禄）・奎林（珠勒格徳）・和隆武・額森特・普爾普 |
| 332  | 119  | -      | -      | 富勒渾（文綬）・劉秉恬（査礼）・鄂宝（顔希深）・徐績・覚羅図思徳（彰宝）・徐嗣曾・陳歩瀛・孫永清（孫藩）・郭世勲・畢沅 |
| 333  | 120  | -      | -      | 五岱・五福・海禄・成徳・馬彪・常青・官達色（烏什哈達・瑚尼勒図）・敖成・図欽保・木塔爾・岱森保・翁果爾海・珠爾杭阿・哲森保（富永） |
| 334  | 121  | -      | -      | 馬全（牛天畀・阿爾素納・張大経）・曹順（敦住・烏爾納）・科瑪（仏倫泰・達蘭泰・薩爾吉岱）・常禄保（瑪爾占・庫勒徳・穆哈納・国興・巴西薩）・札拉豊阿（観音保・李全・王玉廷・珠魯訥）・許世亨（許文謨・尚維升・張朝龍・李化龍・邢敦行）・台斐英阿（阿満泰）・花連布（明安図） |
| 335  | 122  | -      | -      | 富僧阿・伊勒図・胡貴・兪金鼇（尹徳禧）・剛塔 |
| 336  | 123  | -      | -      | 葉士寛（陳夢説）・介錫周・方浩・金溶・張維寅・顧光旭・沈善富・方昂・唐侍陛（張沖之） |
| 337  | 124  | -      | -      | 盧焯・図爾炳阿・阿思哈・宮兆麟・楊景素・閔鶚元 |
| 338  | 125  | -      | -      | 塞楞額（周学健）・鄂昌（鄂楽舜）・彭家屏・李因培・常安・福崧 |
| 339  | 126  | -      | -      | 恒文（郭一裕・蔣洲・楊灝）・高恒（高樸）・王亶望（勒爾謹・陳輝祖・鄭源鸘）・国泰（郝碩）・良卿（方世俊）・銭度・覚羅伍拉納（浦霖） |

| 巻数 | 序数 | 大分類 | 中分類 | 人物名 |
| 340  | 127  | -      | -      | 王傑（王篤）・董誥・朱珪 |
| 341  | 128  | -      | -      | 慶桂・劉権之・戴衢亨・戴均元・托津・章煦・盧蔭溥 |
| 342  | 129  | -      | -      | 保寧（慶恵）・松筠・富俊（竇心伝・博啓図） |
| 343  | 130  | -      | -      | 書麟（広厚）・覚羅吉慶・覚羅長麟・費淳・百齢・伯麟 |
| 344  | 131  | -      | -      | 勒保・額勒登保（胡時顕）・徳楞泰（蘇沖阿） |
| 345  | 132  | -      | -      | 永保・恵齢・宜綿（瑚素通阿）・英善・福寧・景安・秦承恩 |
| 346  | 133  | -      | -      | 恒瑞・慶成・七十五・富志那（亮禄） |
| 347  | 134  | -      | -      | 楊遇春（楊国楨・呉廷剛・祝廷彪・游棟雲）・羅思挙（桂涵・包相卿） |
| 348  | 135  | -      | -      | 賽沖阿（温春・色爾滾・蘇爾慎・阿哈保）・綸布春（格布舎）・札克塔爾（桑吉斯塔爾）・馬瑜（蒲尚佐）・薛大烈（羅声皋・薛陞） |
| 349  | 136  | -      | -      | 王文雄・朱射斗（朱樹）・穆克登布（頤齢）・富成（穆維）・施縉（李紹祖・宋延清）・袁国璜（何元卿・諸神保・達三泰・徳齢・保興・凝徳・多爾済札布・王凱・王懋賞）・恵倫（安禄・仏住・西津泰・豊伸布・阿爾薩朗・烏什哈達・和興額） |
| 350  | 137  | -      | -      | 李長庚（李廷鈺・胡振声）・王得禄・邱良功（陳歩雲）・許松年・黄標（林国良・許廷桂） |
| 351  | 138  | -      | -      | 沈初・金士松・鄒炳泰・戴連奎・王懿修（王宗誠）・黄鉞 |
| 352  | 139  | -      | -      | 姜晟・金光悌・祖之望・韓崶 |
| 353  | 140  | -      | -      | 達椿（薩彬図）・鉄保（玉保）・和瑛・覚羅桂芳 |
| 354  | 141  | -      | -      | 万承風・周系英・銭樾・秦瀛・李宗瀚・韓鼎晋・朱方增 |
| 355  | 142  | -      | -      | 魁倫・広興・初彭齢 |
| 356  | 143  | -      | -      | 洪亮吉（管世銘）・谷際岐・李仲昭・石承藻 |
| 357  | 144  | -      | -      | 呉熊光・汪志伊・陳大文・熊枚・裘行簡・方維甸・董教増 |
| 358  | 145  | -      | -      | 馮光熊・陸有仁・覚羅琅玕（烏大経）・清安泰・常明・温承恵・顔検 |
| 359  | 146  | -      | -      | 岳起・荊道乾・謝啓昆・李殿図・張師誠（王紹蘭）・李奕疇・銭楷・和舜武 |
| 360  | 147  | -      | -      | 司馬騊・王秉韜（嵆承志）・康基田・呉璥・徐端・陳鳳翔・黎世序 |
| 361  | 148  | -      | -      | 劉清・傅鼐・厳如熤（厳正基） |
| 362  | 149  | -      | -      | 方積・朱爾漢・楊頀・廖寅・陳昌斉・朱爾賡額・査崇華 |

| 巻数 | 序数 | 大分類 | 中分類 | 人物名 |
| 363  | 150  | -      | -      | 曹振鏞・文孚・英和・王鼎・穆彰阿（薩廉）・潘世恩                                                                             |
| 364  | 151  | -      | -      | 阮元・汪廷珍・湯金釗 |
| 365  | 152  | -      | -      | 覚羅宝興・敬徴・禧恩・陳官俊（陳介祺）・卓秉恬                                                                               |
| 366  | 153  | -      | -      | 孫玉庭（孫善宝）・蔣攸銛・李鴻賓                                                                                             |
| 367  | 154  | -      | -      | 長齢・那彦成（容安・容照）・玉麟（特依順保）                                                                                 |
| 368  | 155  | -      | -      | 楊芳（胡超・斉慎・郭継昌・段永福）・武隆阿（巴哈布・長清・達凌阿・哈豊阿）・慶祥（舒爾哈善・烏凌阿・穆克登布・多隆武）・壁昌 |
| 369  | 156  | -      | -      | 林則徐・鄧廷楨（達洪阿） |
| 370  | 157  | -      | -      | 琦善（恭鏜・瑞洵・瑞澂）・伊里布・耆英                                                                                       |
| 371  | 158  | -      | -      | 顔伯燾・怡良・祁𡎴（黄恩彤）・劉韻珂・牛鑑                                                                                   |
| 372  | 159  | -      | -      | 裕謙（謝朝恩・重祥）・関天培（陳連升・祥福・江継芸）・陳化成（海齢）・葛雲飛（王錫朋・鄭国鴻・朱貴）                         |
| 373  | 160  | -      | -      | 奕山（隆文）・奕経（文蔚・特依順・余歩雲）                                                                                   |
| 374  | 161  | -      | -      | 姚文田・戴敦元・朱士彦・何凌漢・李振祜・恩桂                                                                                 |
| 375  | 162  | -      | -      | 白鎔（白桓）・史致儼・那清安・昇寅（宝琳）・李宗昉・姚元之・何汝霖・季芝昌                                                   |
| 376  | 163  | -      | -      | 辛従益・張鱗・顧皋・沈維鐈・朱為弼・程恩沢・呉傑                                                                             |
| 377  | 164  | -      | -      | 鮑桂星・顧蒓・呉孝銘・陳鴻・鄂木順額・徐法績                                                                                 |
| 378  | 165  | -      | -      | 黄爵滋・金応麟・陳慶鏞・蘇廷魁・朱琦                                                                                         |
| 379  | 166  | -      | -      | 趙慎畛・盧坤（曽勝）・陶澍                                                                                                   |
| 380  | 167  | -      | -      | 陳若霖・戴三錫・孫爾準・程祖洛（馬済勝）・裕泰・賀長齢                                                                       |
| 381  | 168  | -      | -      | 帥承瀛（帥遠燡・帥承瀚）・左輔・姚祖同・程含章・康紹鏞・朱桂楨・陳鑾・呉其濬・張澧中・張日晸                                 |
| 382  | 169  | -      | -      | 瑚松額・布彦泰・薩迎阿 |
| 383  | 170  | -      | -      | 張文浩・厳烺・張井・呉邦慶・栗毓美・麟慶・潘錫恩（潘駿文）                                                                   |
| 384  | 171  | -      | -      | 林培厚（李象鵾）・李宗伝・王鳳生（黄冕）・兪徳淵・姚瑩（姚濬昌）                                                             |
| 385  | 172  | -      | -      | 杜受田（杜翰）・祁寯藻（祁世長）・翁心存・彭蘊章                                                                             |
| 386  | 173  | -      | -      | 文慶・文祥・宝鋆 |
| 387  | 174  | -      | -      | 粛順・穆廕（劻源・焦祐瀛）・陳孚恩                                                                                           |
| 388  | 175  | -      | -      | 桂良・瑞麟（懐塔布）・官文・文煜                                                                                             |
| 389  | 176  | -      | -      | 柏葰・麟魁・瑞常・全慶 |
| 390  | 177  | -      | -      | 賈楨・周祖培・朱鳳標・単懋謙                                                                                                 |
| 391  | 178  | -      | -      | 倭仁・李棠階・呉廷棟 |

| 巻数 | 序数 | 大分類 | 中分類 | 人物名 |
| 392  | 179  | -      | -      | 賽尚阿・訥爾経額 |
| 393  | 180  | -      | -      | 李星沅・周天爵・労崇光 |
| 394  | 181  | -      | -      | 徐広縉・葉名琛・黄宗漢 |
| 395  | 182  | -      | -      | 常大淳（双福・王錦繍・常禄・王寿同）・蔣文慶・陶恩培（多山）・吉爾杭阿（劉存厚・綳闊・周兆熊）・羅遵殿（王友端・繆梓）・徐有壬・王有齢                                   |
| 396  | 183  | -      | -      | 呉文鎔・潘鐸（鄧爾恒） |
| 397  | 184  | -      | -      | 陸建瀛（楊文定）・青麐（崇綸）・何桂清 |
| 398  | 185  | -      | -      | 祥厚（霍隆武・福珠洪阿・恩長・陳勝元・祁宿藻・陳克譲・劉同纓）・瑞昌（傑純・錫齢阿）                                                                                     |
| 399  | 186  | -      | -      | 呂賢基・鄒鳴鶴・戴熙（湯貽汾）・張芾・黄琮（陶廷杰）・馮培元・孫銘恩・沈炳垣・張錫庚                                                                                     |
| 400  | 187  | -      | -      | 何桂珍・徐豊玉（張汝瀛・金雲門・唐樹義・岳興阿・易容之）・温紹原（王家幹）・金光筯・李孟群・趙景賢                                                                       |
| 401  | 188  | -      | -      | 向栄・和春・張国樑 |
| 402  | 189  | -      | -      | 烏蘭泰（長瑞・長寿・董光甲・邵鶴齢）・鄧紹良（石玉竜）・周天受（周天培・周天孚）・饒廷選（文瑞・彭斯挙）・張玉良（魯占鼇・劉季三）・双来・瞿騰龍・王国才・虎坤元・戴文英 |
| 403  | 190  | -      | -      | 勝保・托明阿（陳金綬）・徳興阿 |
| 404  | 191  | -      | -      | 僧格林沁（舒通額・恒齢・蘇克金・何建鼇・全順・史栄椿・楽善） |
| 405  | 192  | -      | -      | 曽国藩 |
| 406  | 193  | -      | -      | 駱秉章・胡林翼 |
| 407  | 194  | -      | -      | 江忠源（江忠済・江忠信）・羅沢南 |
| 408  | 195  | -      | -      | 李続賓（丁鋭義・曽国華）・李続宜・王錱（王開化）・劉騰鴻（劉騰鶴）・蔣益澧                                                                                               |
| 409  | 196  | -      | -      | 塔斉布（畢金科）・多隆阿（寿長）・鮑超（宋国永・婁雲慶・譚勝達・唐仁廉）・劉松山                                                                                         |
| 410  | 197  | -      | -      | 彭玉麟・楊岳斌（王明山・王昌凱・楊明海・謝濬畬） |
| 411  | 198  | -      | -      | 李鴻章 |
| 412  | 199  | -      | -      | 左宗棠 |
| 413  | 200  | -      | -      | 曽国荃（曽貞幹）・沈葆楨・劉坤一 |
| 414  | 201  | -      | -      | 李臣典・蕭孚泗・朱洪章・劉連捷・彭毓橘・張詩日（伍維寿・朱南桂・羅逢元・李祥和・蕭慶衍・呉宗国）                                                                         |

| 巻数 | 序数 | 大分類 | 中分類 | 人物名                                                                           |
| 415  | 202  | -      | -      | 黄翼升（丁義方・王吉・呉家榜）・李成謀・李朝斌（江福山）・劉培元                 |
| 416  | 203  | -      | -      | 程学啓・鄭国魁・劉銘伝・張樹珊・周盛波・周盛伝・潘鼎新・呉長慶                   |
| 417  | 204  | -      | -      | 都興阿・富明阿・舒保・伊興額・関保                                               |
| 418  | 205  | -      | -      | 袁甲三・袁保恒・毛昶熙                                                           |
| 419  | 206  | -      | -      | 劉長佑・劉岳昭・岑毓英                                                           |
| 420  | 207  | -      | -      | 韓超・田興恕・曾璧光・席宝田                                                     |
| 421  | 208  | -      | -      | 沈兆霖・曹毓瑛・許乃普・趙光・朱嶟・李菡・張祥河・羅惇衍・鄭敦謹・龐鍾璐         |
| 422  | 209  | -      | -      | 王茂蔭・宋晋・袁希祖・文瑞・徐継畬・王発桂・廉兆綸・雷以諴・陶樑・呉存義・殷兆鏞 |
| 423  | 210  | -      | -      | 宗稷辰・尹耕雲・王拯・穆緝香阿・游百川                                           |
| 424  | 211  | -      | -      | 呉振棫・張亮基・毛鴻賓・張凱嵩                                                   |
| 425  | 212  | -      | -      | 李僡・呉棠・英翰・劉蓉・喬松年・銭鼎銘・呉元炳                                   |
| 426  | 213  | -      | -      | 王慶雲・譚廷襄・馬新貽・李宗羲・徐宗幹・王凱泰・郭柏蔭                           |
| 427  | 214  | -      | -      | 王懿徳・曾望顔・覚羅耆齢・福済・翁同書・厳樹森                                   |
| 428  | 215  | -      | -      | 秦定三・鄭魁士・傅振邦・邱連恩・黄開榜・陳国瑞・郭宝昌                           |
| 429  | 216  | -      | -      | 江忠義・周寛世・石清吉・余際昌・林文察・趙徳光・張文徳                           |
| 430  | 217  | -      | -      | 雷正綰・陶茂林・曹克忠・胡中和・周達武・李輝武・唐友耕                           |
| 431  | 218  | -      | -      | 郭松林・李長楽・楊鼎勲・唐殿魁・唐定奎・滕嗣武・駱国忠                           |
| 432  | 219  | -      | -      | 蕭啓江・張運蘭・唐訓方・蔣凝学・陳湜・李元度                                     |
| 433  | 220  | -      | -      | 金国琛・黄淳熙・呉坤修・康国器・李鶴章・呉毓蘭                                   |
| 434  | 221  | -      | -      | 沈棣輝・鄧仁堃・余炳燾・栗燿・朱孫貽・史致諤・劉郇膏・朱善張・黄輔辰             |
| 435  | 222  | -      | -      | 華爾・勒伯勒東・法爾第福・戈登・日意格・徳克碑・赫徳・帛黎                       |

| 巻数 | 序数 | 大分類 | 中分類 | 人物名                                                                                       |
| 436  | 223  | -      | -      | 沈桂芬・李鴻藻・翁同龢・孫毓汶                                                               |
| 437  | 224  | -      | -      | 栄禄・王文韶・張之洞・瞿鴻禨                                                                 |
| 438  | 225  | -      | -      | 閻敬銘・張之万・鹿伝霖・林紹年                                                               |
| 439  | 226  | -      | -      | 景廉・額勒和布・許庚身・銭応溥・廖寿恒・栄慶・那桐・戴鴻慈                                   |
| 440  | 227  | -      | -      | 英桂・載齢・恩承・福錕・崇礼・裕徳                                                           |
| 441  | 228  | -      | -      | 慶桂・劉権之・戴衢亨・戴均元・托津・章煦・盧蔭溥                                             |
| 442  | 229  | -      | -      | 徐樹銘・薛允升・延煦・汪鳴鑾・周家楣・周徳潤・胡燏棻・張蔭桓                                 |
| 443  | 230  | -      | -      | 孫家鼐・張百熙・唐景崇・于式枚・沈家本                                                       |
| 444  | 231  | -      | -      | 黄体芳・宝廷・盛昱・張佩綸・鄧承修・徐致祥                                                   |
| 445  | 232  | -      | -      | 呉可讀・朱一新・屠仁守・安維峻・文悌・江春霖                                                 |
| 446  | 233  | -      | -      | 郭嵩燾・崇厚・曾紀沢・薛福成・黎庶昌・馬建忠・李鳳苞・洪鈞・劉瑞芬・徐寿朋・楊儒             |
| 447  | 234  | -      | -      | 丁宝楨・李瀚章・楊昌濬・張樹声・衛栄光・劉秉璋・陳士傑・陶模・李興鋭・史念祖                 |
| 448  | 235  | -      | -      | 丁日昌・卞宝第・涂宗瀛・黎培敬・崧駿・崧蕃・辺宝泉・于蔭霖・饒応祺・惲祖翼                   |
| 449  | 236  | -      | -      | 錫良・周馥・陸元鼎・張曾敭・楊士驤・馮煦                                                     |
| 450  | 237  | -      | -      | 李鶴年・文彬・任道鎔・許振禕・呉大澂                                                         |
| 451  | 238  | -      | -      | 李朝儀・段起・丁寿昌・曾紀鳳・鐵珊・桂中行・劉含芳・游智開・李用清・李金鏞・金福曾・童兆蓉   |
| 452  | 239  | -      | -      | 洪汝奎・楊宗濂・史樸・沈保靖・朱其昂・宗源瀚・徐慶璋・蒯光典・陳遹声・潘民表・唐錫晋・婁春蕃 |
| 453  | 240  | -      | -      | 栄全・升泰・善慶・恩澤・銘安・恭鏜・慶裕・長庚・文海・鳳全・増祺・貽穀                       |
| 454  | 241  | -      | -      | 劉錦棠・張曜・劉典・金順・穆図善・文麟                                                       |
| 455  | 242  | -      | -      | 董福・金運昌・黄万鵬・余虎恩・桂錫楨・方友升                                                 |
| 456  | 243  | -      | -      | 馬如龍・和耀曾・楊玉科・蔡標・夏毓秀・何秀林・楊国発・張保和                                 |
| 457  | 244  | -      | -      | 蔣東才・李南華・董履高・牛師韓・曹徳慶・馬復震・程文炳・方耀                                 |

| 巻数 | 序数 | 大分類 | 中分類 | 人物名                                                                                   |
| 458  | 245  | -      | -      | 徐延旭・唐炯・何璟・張兆棟                                                               |
| 459  | 246  | -      | -      | 馮子材・蘇元春・王徳榜・馬維騏・孫開華・欧陽利見                                         |
| 460  | 247  | -      | -      | 左宝貴・永山・鄧世昌・劉歩蟾・戴宗騫                                                     |
| 461  | 248  | -      | -      | 宋慶・馬玉崑・依克唐阿・長順                                                             |
| 462  | 249  | -      | -      | 丁汝昌・衛汝貴・葉志超                                                                   |
| 463  | 250  | -      | -      | 唐景崧・劉永福                                                                           |
| 464  | 251  | -      | -      | 李端棻・徐緻靖・陳宝箴・黄遵憲・曾鉌・楊深秀・楊鋭・劉光第・譚嗣同・唐才常・林旭・康広仁 |
| 465  | 252  | -      | -      | 徐桐・剛毅・趙舒翹・啓秀・英年・裕禄・毓賢                                               |
| 466  | 253  | -      | -      | 徐用儀・許景澄・袁昶・立山・連元                                                         |
| 467  | 254  | -      | -      | 李秉衡・聶士成・羅栄光・寿山・鳳翔                                                       |
| 468  | 255  | -      | -      | 崇綺・延茂・色普徴額・王懿栄・宝豊・寿富・宋承庠                                         |
| 469  | 256  | -      | -      | 恩銘・端方・松寿・趙爾豊・馮汝騤・陸鍾琦                                                 |
| 470  | 257  | -      | -      | 志鋭・良弼・載穆・文瑞・恒齢・樸寿・謝宝勝・黄忠浩                                       |
| 471  | 258  | -      | -      | 盛宣懐・瑞澂                                                                             |
| 472  | 259  | -      | -      | 陸潤庠・世続・伊克坦・梁鼎芬・徐坊・労乃宣・沈曾植                                       |
| 473  | 260  | -      | -      | 張勲・康有為                                                                             |
| 474  | 261  | -      | -      | 呉三桂・耿精忠・尚之信・孫延齢                                                           |
| 475  | 262  | -      | -      | 洪秀全                                                                                   |

| 巻数 | 序数 | 大分類 | 中分類 | 人物名 |
| 476  | 263  | 循吏一 | -      | 白登明・湯家相・任辰旦・于宗堯・宋必達・陸在新・張沐・張塤・陳汝咸・繆燧・陳時臨・姚文燮・黄貞麟・駱鍾麟・崔宗泰・祖進朝・趙吉士・張瑾・江皋・張克嶷・賈樸・邵嗣堯・衛立鼎・高廕爵・靳譲・崔華・周中鋐・劉棨・陶元淳・廖冀亨・佟国瓏・陸師・龔鑑 |
| 477  | 264  | 循吏二 | -      | 陳徳栄・芮復伝・蔣林・閻堯熙・王時翔・藍鼎元・葉新・施昭庭・陳慶門・周人龍・童華・黄世発・李渭・謝仲坃・李大本・牛運震・張甄陶・邵大業・周克開・鄭基・康基淵・言如泗・周際華・汪輝祖・茹敦和・朱休度・劉大紳・呉煥彩・紀大奎・邵希曾 |
| 478  | 265  | 循吏三 | -      | 張吉安・李毓昌・龔景瀚・蓋方泌・史紹登・李賡芸・伊秉綬・狄尚絅・張敦仁・鄭敦允・李文耕・劉体重・劉煦・張琦・石家紹・劉衡・徐棟・姚柬之・呉均・王肇謙・曹瑾・桂超万・張作楠・雲茂琦 |
| 479  | 266  | 循吏四 | -      | 孫奇逢・耿介・黄宗羲・黄宗炎・黄宗会・黄百家・王夫之・王介之・李顒・李因篤・李柏・王心敬・沈国模・史孝咸・韓当・邵曾可・邵貞顕・邵廷採・王朝式・謝文洊・甘京・黄熙・曾曰都・危龍光・湯其仁・宋之盛・鄧元昌・高愈・顧培・彭定求・湯之錡・施璜・張夏・呉曰慎・陸世儀・陳瑚・盛敬・江士韶・張履祥・銭寅・何汝霖・凌克貞・屠安世・鄭宏・祝洤・沈昀・姚宏任・葉敦艮・劉汋・応撝謙・朱鶴齢・陳啓源・范鎬鼎・党成・李生光・白奐彩・党湛・王化泰・孫景烈・胡承諾・曹本栄・張貞生・劉原淥・姜国霖・劉以貴・韓夢周・梁鴻翥・法坤宏・閻循観・任瑗・顔元・王源・程廷祚・惲鶴生・李塨・刁包・王餘佑・李来章・冉覲祖・竇克勤・李光坡・李鍾倫・荘亨陽・官献瑤・王懋竑・朱沢澐・喬僅・李夢箕・李図南・張鵬翼・童能霊・胡方・馮成修・労潼・労史・桑調元・汪鑒・顧棟高・陳祖範・呉鼎・梁錫璵・孟超然・汪紱・余元遴・姚学塽・潘諮・唐鑑・呉嘉賓・劉伝瑩・劉熙載・朱次琦・成孺・邵懿辰・高均儒・伊楽堯 |
| 480  | 267  | 儒林一 | -      | 徐台英・牛樹梅・何曰愈・呉応連・劉秉琳・陳崇砥・夏子齢・蕭世本・李炳濤・兪澍・朱根仁・鄒鍾俊・王懋勲・蒯徳模・林達泉・方大湜・陳豪・楊栄緒・林啓・王仁福・朱光第・冷鼎亨・孫葆田・柯劭憼・涂官俊・陳文黻・李素・張楷・王仁堪 |
| 481  | 268  | 儒林二 | -      | 顧炎武・張爾岐・馬驌・万斯大・万斯選・万経・万言・胡渭・胡彦昇・葉佩蓀・毛奇齢・陸邦烈・閻若璩・閻詠・李鎧・呉玉搢・恵周惕・恵士奇・恵棟・余蕭客・陳厚耀・臧琳・臧庸・礼堂・任啓運・全祖望・蔣学鏞・董秉純・沈彤・蔡徳晋・盛世佐・江永・程瑤田・褚寅亮・盧文弨・顧広圻・銭大昕・銭塘・銭坫・王鳴盛・金曰追・呉凌雲・戴震・金榜・段玉裁・鈕樹玉・徐承慶・孫志祖・翟灝・梁玉縄・梁履縄・汪家禧・劉台拱・朱彬・孔広森・邵晋涵・周永年・王念孫・王引之・李惇・賈田祖・宋綿初・汪中・江徳量・徐復・汪光爔・武億・荘述祖・荘綬甲・荘有可・戚学標・江有誥・陳熙晋・李誠・丁杰・周春・孫星衍・畢亨・李貽徳・王聘珍・凌廷堪・洪榜・汪龍・桂馥・許瀚・江声・孫沅・銭大昭・銭東垣・銭繹・銭侗・朱駿声 |
| 482  | 269  | 儒林三 | -      | 馬宗槤・馬瑞辰・馬三俊・張恵言・張成孫・江承之・郝懿行・陳寿祺・陳喬樅・謝震・何治運・孫経世・柯蘅・許宗彦・呂飛鵬・沈夢蘭・宋世犖・厳可均・厳元照・焦循・焦廷琥・顧鳳毛・鍾懐・李鍾泗・李富孫・李超孫・李遇孫・胡承珙・胡秉虔・朱珔・凌曙・薛伝均・劉逢禄・宋翔鳳・戴望・雷学淇・王萱齢・崔述・胡培翬・楊大堉・劉文淇・劉毓崧・孫寿曾・方申・丁晏・王筠・曾釗・林伯桐・李黼平・柳興恩・柳栄宗・許桂林・鍾文烝・梅毓・陳澧・侯康・侯度・桂文燦・鄭珍・鄒漢勲・王崧・劉宝楠・劉恭冕・龍啓瑞・苗夔・龐大堃・陳立・陳奐・金鶚・黄式三・黄以周・兪樾・張文虎・王闓運・王先謙・孫詒譲・鄭杲・宋書升・法偉堂 |
| 483  | 270  | 儒林四 | -      | 孔廕植・孔興燮・孔毓圻・孔伝鐸・孔広棨・孔昭煥・孔憲培・孔慶鎔・孔繁灝・孔祥珂・孔令貽 |

| 巻数 | 序数 | 大分類 | 中分類 | 人物名 |
| 484  | 271  | 文苑一 | -      | 魏禧・魏際瑞・魏礼・魏世效・魏世儼・李騰蛟・邱維屏・曾燦・林時益・梁份・侯方域・王猷定・陳宏緒・徐士溥・欧陽斌元・申涵光・張蓋・殷岳・呉嘉紀・徐波・銭謙益・龔鼎孳・呉偉業・曹溶・宋琬・厳沆・施閏章・高詠・鄧漢儀・王士禄・王士祜・田雯・曹貞吉・顔光敏・王苹・張篤慶・徐夜・陳恭尹・屈大均・梁佩蘭・程可則・方殿元・呉文煒・王隼・馮班・宗元鼎・劉体仁・呉殳・胡承諾・賀貽孫・唐甄・阿什垣・劉淇・金徳純・傅沢洪・汪琬・計東・呉兆騫・顧我錡・彭孫遹・朱彝尊・李良年・譚吉璁・尤侗・秦松齢・曹禾・李来泰・陳維崧・呉綺・徐釚・潘耒・倪燦・厳縄孫・徐嘉炎・方象瑛・万斯同・銭名世・劉献廷・邵遠平・呉任臣・周春・陳鱣・喬萊・汪楫・汪懋麟・陸葇・陸奎勲・龐塏・辺連宝・陸圻・丁澎・柴紹炳・毛先舒・孫治・張丹・呉百朋・沈謙・虞黄昊・孫枝蔚・李念慈・丁煒・林侗・林佶・黄任・鄭方坤・黄与堅・王昊・顧湄・呉雯・陶季・梅清・梅庚・馮景・邵長蘅・姜宸英・厳虞惇・黄虞稷・納蘭性徳・顧貞観・項鴻祚・蔣春霖・文昭・蘊端・博爾都・永忠・書誠・永諲・裕瑞・趙執信・葉燮・馮廷櫆・黄儀・鄭元慶・査愼行・査嗣瑮・査昇・史申義・周起渭・張元臣・潘淳・顧陳垿・何焯・陳景雲・陳黄中・戴名世 |
| 485  | 272  | 文苑二 | -      | 諸錦・沈廷芳・夏之蓉・厲鶚・汪沆・符曾・陳撰・趙昱・趙信・王峻・王延年・何夢瑤・労孝輿・羅天尺・蘇珥・車騰芳・許遂・韓海・劉大櫆・胡宗緒・王灼・李鍇・陳景元・戴亨・長海・呉麟・曹寅・鮑珍・高鶚・劉文麟・沈炳震・沈炳謙・沈炳巽・趙一清・曹仁虎・呉泰来・黄文蓮・胡天遊・彭兆蓀・袁枚・程晋芳・張問陶・王又曾・王復・祝維誥・万光泰・祝喆・邵斉燾・王太岳・呉錫麒・楊芳燦・楊揆・呉鼒・徐文靖・趙青藜・汪越・朱仕琇・高澍然・蔣士銓・汪軔・楊垕・趙由儀・呉嵩梁・楽鈞・趙翼・黄景仁・呂星垣・楊倫・徐書受・厳長明・厳観・朱筠・翁方綱・姚鼐・呉定・魯九皋・陳用光・呉徳旋・宋大樽・銭林・端木国瑚・呉文溥・章学誠・章宗源・姚振宗・呉蘭庭・祁韻士・張穆・何秋濤・馮敏昌・宋湘・趙希璜・法式善・孫原湘・郭麟・惲敬・趙懷玉・黎簡・張錦芳・張錦麟・黄丹書・呂堅・胡亦常・張士元・張海珊・張履 |
| 486  | 273  | 文苑三 | -      | 張澍・邢澍・莫与儔・莫友芝・陸継輅・陸耀遹・彭績・洪頤煊・洪坤煊・洪震煊・鄧顕鶴・万希槐・周済・陳鶴・徐松・沈垚・陳潮・李図・李兆洛・承培元・宋景昌・繆尚誥・陸承如・銭儀吉・銭泰吉・包世臣・斉彦槐・姚椿・顧広誉・張鑑・楊鳳苞・施国祁・黄易・瞿中溶・張廷済・沈濤・陸增祥・董祐誠・方履籛・周儀暐・兪正燮・趙紹祖・汪文台・湯球・潘徳輿・呉昆田・張維屏・譚敬昭・彭泰来・梅曾亮・管同・劉開・毛岳生・湯鵬・張際亮・龔鞏祚・魏源・方東樹・方宗誠・蘇惇元・戴鈞衡・魯一同・魯蕡・譚瑩・熊景星・黄子高・譚宗浚・呉敏樹・楊彝珍・周寿昌・李希聖・斌良・錫縝・李雲麟・何紹基・孫維樸・李瑞清・馮桂芬・王頌蔚・葉昌熾・管礼耕・袁宝璜・李慈銘・陶方琦・譚廷献・李稷勲・張裕釗・范当世・朱銘盤・楊守敬・呉汝綸・蕭穆・賀濤・劉孚京・林紓・厳復・辜湯生 |
| 487  | 274  | 忠義一 | -      | 特音珠・阿巴泰・固山・僧錫・納密達・炳図・書寧阿・感済泰・穆護薩・覚羅蘭泰・索爾和諾・斎薩穆・席爾泰・満達理・卓納・納海・覚羅鄂博恵・覚羅阿賚・同阿爾・董廷元・董廷儒・董廷柏・常鼎・白忠順・格布庫・阿爾津・済三・瑚密色・敦達里・安達里・許友信・成升 |
| 488  | 275  | 忠義二 | -      | 朱国治・楊応鶚・馬弘儒・周岱生・楊三知・孫世誉・翟世琪・劉嘉猷・高天爵・李成功・張善継・嵆永仁・王龍光・葉有挺・蕭震・戴璣・劉欽隣・崔成嵐・黄新徳・柯永昇・随光啓・道禅・李茂吉・劉昆・馬秉倫・劉鎮宝・羅鳴序 |
| 489  | 276  | 忠義三 | -      | 恒斌・倪国正・趙文哲・王日杏・汪時・孫維龍・呉璜・呉鉞・曹永誾・何道深・沈斉義・陳枚・呉躭等・温模・邵如椿・李南暉・湯大奎・史謙・周大綸・寿同春・李喬基・熊恩紱・宋如椿・趙福・劉昇・滕家瓚・蕭水清・劉大成・王翼孫・王行倹・王銑・汪兆鼎・左観瀾・董寧川・韓嘉業・葉槐・陸維基・毛大瀛・張大鵬・白廷英・楊継曉・楊堂等・曾艾同・曾彰泗・羅江泰・霍永清・強克捷・趙綸・奕湄・景興・陳孝寛・王鼎銘・呂志恒・邵用之・楊延亮・師長治・王光宇 |
| 490  | 277  | 忠義四 | -      | |
| 491  | 278  | 忠義五 | -      | |

| 巻数 | 序数 | 大分類 | 中分類 | 人物名 |
| 492  | 279  | 忠義六 | -      |        |
| 493  | 280  | 忠義七 | -      |        |
| 494  | 281  | 忠義八 | -      |        |
| 495  | 282  | 忠義九 | -      |        |
| 496  | 283  | 忠義十 | -      |        |
| 497  | 284  | 孝義一 | -      |        |
| 498  | 285  | 孝義二 | -      |        |
| 499  | 286  | 孝義三 | -      |        |
| 500  | 287  | 遺逸一 | -      |        |
| 501  | 288  | 遺逸二 | -      |        |

| 巻数 | 序数 | 大分類 | 中分類 | 人物名 |
| 502  | 289  | 芸術一 | -      |        |
| 503  | 290  | 芸術二 | -      |        |
| 504  | 291  | 芸術三 | -      |        |
| 505  | 292  | 芸術四 | -      |        |
| 506  | 293  | 疇人一 | -      |        |
| 507  | 294  | 疇人二 | -      |        |
| 508  | 295  | 列女一 | -      |        |
| 509  | 296  | 列女二 | -      |        |
| 510  | 297  | 列女三 | -      |        |
| 511  | 298  | 列女四 | -      |        |

| 巻数 | 序数 | 大分類 | 中分類 | 人物名/地域名 |
| 512  | 299  | 土司一 | 湖広   | - |
| 513  | 300  | 土司二 | 四川   | - |
| 514  | 301  | 土司三 | 雲南   | - |
| 515  | 302  | 土司四 | 貴州   | - |
| 516  | 303  | 土司五 | 広西   | - |
| 517  | 304  | 土司六 | 甘粛   | - |
| 518  | 305  | 藩部一 | -      | 科爾沁・扎賚特・杜爾伯特・郭爾羅斯・喀喇沁・土黙特                                                               |
| 519  | 306  | 藩部二 | -      | 敖漢・奈曼・巴林・扎嚕特・阿嚕科爾沁・翁牛特・克什克騰・喀爾喀左翼・烏珠穆沁・浩斉特・蘇尼特・阿巴噶・阿巴哈納爾 |
| 520  | 307  | 藩部三 | -      | 四子部落・茂明安・喀爾喀右翼・烏喇特・鄂爾多斯・阿拉善・額済訥                                                   |
| 521  | 308  | 藩部四 | -      | 喀爾喀土謝図汗部・喀爾喀車臣汗部・喀爾喀賽因諾顔部・喀爾喀扎薩克図汗部                                           |
| 522  | 309  | 藩部五 | -      | 青海額魯特 |

| 巻数 | 序数 | 大分類 | 中分類 | 人物名/地域名                                                                                    |
| 523  | 310  | 藩部六 | -      | 杜爾伯特・旧土爾扈特・新土爾扈特・和碩特                                                         |
| 524  | 311  | 藩部七 | -      | 唐努烏梁海・阿爾泰烏梁海・阿爾泰淖爾烏梁海                                                       |
| 525  | 312  | 藩部八 | -      | 西蔵                                                                                             |
| 526  | 313  | 属国一 | -      | 朝鮮・琉球                                                                                       |
| 527  | 314  | 属国二 | -      | 越南                                                                                             |
| 528  | 315  | 属国三 | -      | 緬甸・暹羅・南掌・蘇禄                                                                           |
| 529  | 316  | 属国四 | -      | 廓爾喀・浩罕・布魯特・哈薩克・安集延・瑪爾噶朗・那木干・塔什干・巴達克山・博羅爾・阿富汗・坎巨提 |

## 清史（中華民国）

### 編纂過程
関内本を没収してその出版を禁じた国民政府であったが、関外本の存在と日本との戦争によってその命令が有名無実と化したために、国民政府の手によって「清史」を編纂すべきであるという声が上がった。だが、国共内戦で敗北した国民政府は台湾に逃れるなどの混乱があり、正史編纂計画は進まなかった。そこで国民政府は辛亥革命50周年にあたる1961年を目途に国防研究院に正史編纂事業（関内本の改訂）を命じた。中国大陸の正統政権であることのアピールとしても、必要な編纂と認識された。1960年9月、張其昀・彭国棟らによって改訂に着手した。「清史編纂委員会」は張其昀を主任委員とし、総勢23名の陣容であった。当初予定通りの1961年に刊行された。

### 巻次説明
全書550巻。本紀25巻、志136巻、表53巻、列伝315巻、補編21巻からなる。また、綱目索引、人名索引も付された。
正史編纂と称するが、実質は『清史稿』関内本の改訂である。ただし、従来の正史執筆と同様に、辛亥革命や中国国民党（＝（当時の）国民政府）を否定する記事の削除・書き換えが行われている。また、明らかな事実関係の誤り・誤植なども訂正されたが、改訂期間の短さもあり、訂正の多くは年表部分に留まった。補編には南明紀（5巻、南明政権を扱う）・明遺臣列伝（2巻、清に抵抗した明の旧臣達を扱う）、鄭成功載記（2巻、台湾の鄭氏政権を扱う、これには台湾に追われた国民政府と重ね合わせたものか）、洪秀全載記（2巻、太平天国を扱う）、革命党列伝（8巻、清朝の弾圧と戦った革命家達を扱う）の各巻が立てられて、清朝に対する抵抗の上に辛亥革命を成し遂げたとする中国国民党の歴史観を反映したものとなっている。

### 再改訂の試みと挫折
中華民国（台湾）では、改訂への肯定的な評価はあったが、不十分とする批判も多かった。張其昀は批判に自覚的で、民国版『清史』の序文で「新史学の体裁と風格によって、清一代の文献を網羅し、理想の新清史を完成させることが、後世の著述家への大きな期待である」と述べた。
その後、台湾では時間経過や経済発展などで、『清史稿』の史料価値に目を向ける余裕が出てきた。1978年より、改めて『清史稿』の校注が行われ、1987年、『清史稿校注』として書籍化された。
こうして『清史稿』の問題点を洗い出した上で、国史館は1990年より再度『新清史』の編纂に着手したが、完成させることはできなかった。これは、台湾としてのアイデンティティに関心が移った結果、台湾史に力点が置かれるようになったためである。『新清史』は本紀など一部はできあがっており、本紀はWebで閲覧することができる。
一方、大陸側の中華人民共和国・国家清史編纂委員会では、中華民国版『清史』を「台湾国民党政権が、中華人民共和国に対抗する手段として、清国史の修正に取り組んだ」ものと認識している。

## 清史（中華人民共和国）

### 編纂過程
中華人民共和国は、中華民国（台湾）に対する正統政権を主張する一環として、清史の編纂をかねてより計画していた。1950年代初頭、董必武は政府に、中国共産党史と清史の編纂を、国家の二大文化事業として行うべきと提案した。董の提案は、中華民国が既に独自の清史編纂を計画していたことを意識したものだった。この時は計画は具体化しなかったが、政府は清史の編纂を将来の課題とした。
1958年、周恩来は歴史家で北京市副市長の呉晗に清史編纂の検討を命じた。呉晗は清の歴史博物館の設立、外国語史料を分析するための英語、フランス語、ドイツ語、満州語、モンゴル語の翻訳者、大学の歴史科卒業生、専門の訓練を積んだ清史学者など、総勢100人規模の壮大な計画を立てた。3年間は紙上の計画に留まったが、毛沢東も清史編纂に賛同した。しかし、本格的な編纂は未だ検討段階だった。
1965年秋、中央宣伝部次官の周揚らにより、「清史編纂委員会」の設立が決まった。編集委員として、郭影秋、尹達、関山復、劉大年、佟冬、劉導生、戴逸の7人が招聘された。しかし、清史の歴史家として名声のあった、呉晗と鄭天挺は、中国共産党員では無いという理由で編集委員から外された。その2カ月後、呉晗の『海瑞罷官』に対する、姚文元による糾弾を引き金に、文化大革命が勃発した。呉晗は「反革命」とされ獄死し、周揚も投獄された。そして、清史編纂の準備活動の母体である、中国人民大学の清史研究所までもが解散を命じられた。さらに、「清史編纂委員会」そのものが、「郭影秋による、文革に抵抗するための中央宣伝部の陰謀」とレッテルを貼られ、潰されてしまった。
1976年、毛沢東が死去した。1978年、中国人民大学の清史研究所が再建された。1979年、ある人が手紙で、鄧小平に清史の国家編纂を訴えた。これを機に、4度目にして編纂計画が具体化し始めた。しかし、戴逸によると資金不足や清史研究の遅れ、中国学界における清史研究者の力の弱さから、編纂の着手は進まなかった。その間に清史研究所は実績を積み上げ、アメリカ合衆国、日本、ドイツ、フランスなどの研究者・大学院生との交流を深めた。清史研究所は1996年に独自の「清史」プロジェクトを立ち上げ、教育部の「211工程」の特別助成対象となった。清史研究所は2000年、全12巻の『清史編年』（主編：李文海）を上梓した。
2001年3月、全国人民代表大会・第4回中国人民政治協商会議第9部会において、清史編纂が正式に国家事業として承認された。2002年3月、戴逸を主任とした国家清史編纂委員会が立ち上げられ、ついに編纂に着手した。2003年、10年以内の完成を目指すと表明した。編纂は新世紀（21世紀）の一大国家プロジェクトと位置付けられており、経費は全て政府の出資となる。従来の正史と違い、共産党政権の基本理念であるマルクス・レーニン主義、毛沢東思想、鄧小平理論、三個代表重要思想に基づく編纂となる。10月、台湾の佛光大学「第一届（回）清史学術研討会」に国家清史編纂委員会の委員も招待され、台中の学者による討論が行われた。その中で、台湾の荘吉発に人民共和国版『清史』の位置づけを問われ、「中華人民共和国政府が全面的にサポートする文化事業であるが、「官修」や「欽定」などの概念には該当しない。元来の「正史」なら皇帝の「欽定」によって初めて完結とされるが、新編『清史』はあくまでも一団の清史専門家による現時点の最高学術水準を反映した大型清史を目指している。学術の面においては政府の干渉を受けない」と回答した。
2004年に2013年の完成を予定とする計画が改めて発表され、目録も公開された。主任の戴逸によると、2012年中に95%が完成したが、新史料発見が相次ぎ、また内容に万全を期すため、決定稿は2015年の完成になる見込みだという。2013年12月17日、中国人民大学の式典で『清史』初稿が完成したことが発表された。しかし完成は、やはり3年後（2016年）になるという。2016年1月1日には、人民日報で改めて初稿の完成が報じられた。しかし刊行は遅れており、2017年には、上級機関への引渡し予定を2018年とした。引渡しは2018年11月に行われた。
2019年1月現在、編纂は「最終段階に入った」という。上級機関による点検・変更は6月に終了し、2019年中に公刊予定という。しかし2024年2月現在、公刊はされていない。戴逸は2024年1月24日、公刊を待たずに死去した。
また、国家清史編纂委員会は、清史編纂の過程で収集した史料なども単行本化している。

### 巻次説明
当初予定では全書92巻。皇帝の伝記である本紀の代わりに、章節体の通紀8巻を設ける。志39巻、列伝22巻、表29巻、正史で初めて設けられる図録10巻。分野毎の歴史である志の割合が4割を占める。図録には肖像や写真なども収録される。約3080人が立伝され、字数は3000万字以上になるという。2013年12月には、全書100巻になると報じられている。最終的に、全書105巻になった。また、正史では初めて現代白話（口語）文となる。

### 批判
アメリカ合衆国の中国研究者であるパメラ・カイル・クロスリーによると、習近平政権は外国人研究者への非難を強めており、「帝国主義者」「歴史虚無主義者」と非難されているという。ここでいう「歴史虚無主義」とは、中国共産党の指導の否定、マルクス主義・社会主義・共産主義の否定を意味する。
クロスリーは、『清史』が「清の最大版図は自然かつ平和裏に実現した」とする見方を示すことで、「現在の中国が南シナ海、台湾、チベット、新疆の領有権を主張する根拠」にしていると主張した。
2023年11月3日、イェール大学教授の張泰蘇は、『清史』の内容が中国政府によって「政治的に受け入れられない」とされ、公刊が棚上げされていると批判した。張によると、中国政府の見解は「内容が新清史学派の影響を受けすぎている」というもので、張は「主たる編纂者のほとんどが新清史学派を激しく非難して来ただけに、これは非常に衝撃的な主張だ」「20年にわたり20億人民元近くがこのプロジェクトに投じられたが、政治的に正しくないという理由ですべて無駄になってしまった」と非難した。